# Scott Miller (natation)
Pour les articles homonymes, voir Scott Miller et Miller.
Scott Miller, né le 21 février 1975 à Sydney, est un nageur australien spécialiste de la nage papillon. Il est médaillé d'argent aux Jeux olympiques d'été de 1996.
Une fois sa carrière achevée, il subit une dépression et bascule dans le trafic de drogue.

## Biographie

### Médaillé olympique et arrêt de carrière précoce
Scott Miller est un ancien nageur australien originaire de Sydney, en Nouvelle Galles du Sud. Spécialiste du papillon, il devient vice-champion olympique lors des JO d'Atlanta alors qu'il n'a que 21 ans. Il remporte la médaille d'argent dans l'épreuve du 100 mètres papillon et la médaille de bronze dans le relais 4 × 100 mètres 4 nages.
En 2000, affaibli par une blessure chronique et marqué par un divorce médiatisé avec une personnalité de la télévision australienne, Charlotte Dawson, Scott Miller manque les qualifications pour les JO 2000 qui se disputent à Sydney, sa ville de naissance.
Il arrête sa carrière en 2004.

### Descente aux enfers et condamnation judiciaire pour trafic de drogue
Sa retraite sportive lui fait subir une importante dépression et le conduit à trafiquer de la drogue. Il est arrêté en 2008 et jugé en 2009 pour avoir fourni un ami en ecstasy ainsi que pour cinq autres chefs d'accusation. Il est condamné à 100 heures de travaux d'intérêt généraux. Au tribunal, il révèle sa descente aux enfers : « En 2004, ma carrière a pris fin et je ne savais pas quoi faire de ma vie. Pour calmer la douleur de me savoir fini, j'ai commencé à fumer, faire la fête et tout ça est devenu ma vie (...) Je suis tombé dans l'alcool et la drogue que je prenais pour échappatoires. C'est une chose terrible, comme de coller un pansement adhésif sur une plaie gangrenée. »
En 2014, son ancienne épouse, Charlotte Dawson, se donne la mort. Il révèle la même année qu'il est accro à la méthamphétamine et qu'il a suivi une cure de désintoxication.
En février 2021, il est de nouveau interpellé par la police australienne et accusé d'avoir fourni de la méthamphétamine pour une valeur totale équivalent à 1,3 million d'euros. Un kilo d'héroïne, une presse à comprimés et d'autres substances ou produits interdits ont été trouvés à son domicile. D'après les sources policières, il est le gérant d'un gros réseau de trafic de drogue.

## Palmarès

### Jeux olympiques
- Jeux olympiques de 1996 à Atlanta,  États-Unis
  -  Médaille d'argent.
- Jeux olympiques de 1996 à Atlanta,  États-Unis
  -  Médaille de bronze.